# John Cornforth (calciatore)
John Michael Cornforth (Whitley Bay, 7 ottobre 1967) è un allenatore di calcio ed ex calciatore gallese, di ruolo centrocampista.

## Carriera

### Giocatore

#### Club
Cornforth esordisce tra i professionisti all'età di 17 anni quando gioca una partita nella prima divisione inglese con il Sunderland, club che a fine anno retrocede in seconda divisione; il centrocampista dopo essere inizialmente rimasto in rosa con i Black Cats anche nella nuova categoria conclude poi la stagione 1985-1986 con un periodo in prestito al Doncaster, con cui realizza 3 reti (le sue prime in carriera da professionista) in 7 presenze in terza divisione. Torna poi al Sunderland, con cui tra il 1986 ed il 1989 segna in totale 2 reti in 29 presenze tra seconda e terza divisione, vincendo la Third Division 1987-1988 e giocando le altre due stagioni in seconda divisione; trascorre inoltre nel 1989 anche un breve periodo in prestito allo Shrewsbury Town, con cui disputa 3 partite in quarta divisione; nella stagione 1989-1990 il Sunderland conquista una promozione in prima divisione, ma Cornforth conclude questa annata segnando un gol in 9 presenze in quarta divisione con il Lincoln City, a cui era stato ceduto in prestito. Nella stagione 1990-1991 fa invece nuovamente parte della rosa del Sunderland, con cui gioca 2 partite in prima divisione (le sue ultime in carriera in questa categoria) prima di essere ceduto allo Swansea City, club gallese militante nella terza divisione inglese, con il quale rimane fino al termine della stagione 1995-1996 (conclusa con una retrocessione in quarta divisione) vincendo un Football League Trophy nella stagione 1993-1994 e totalizzando complessivamente 146 presenze e 17 reti in incontri di campionato con gli Swans. Inizia poi la stagione 1996-1997 giocando 8 partite in seconda divisione con il Birmingham City, che dopo pochi mesi dal suo arrivo in squadra lo cede però al Wycombe, in quarta divisione: Cornforth continua poi a giocare in questa categoria con vari club fino al termine della stagione 2000-2001 quando, all'età di 34 anni, si ritira.
In carriera ha totalizzato complessivamente 299 presenze e 32 reti nei campionati della Football League.

#### Nazionale
Nel 1995 ha giocato 2 partite di qualificazione agli Europei del 1996 con la maglia della nazionale gallese.

### Allenatore
Dopo aver trascorso la stagione 2000-2001 come vice allenatore dell'Exeter City (club di quarta divisione di cui era contemporaneamente anche giocatore), Cornforth nella stagione 2001-2002 allena i Grecians. Successivamente nel 2004 è per un breve periodo vice allenatore dei semiprofessionisti del Crediton United, per poi trascorrere il resto della stagione 2004-2005 allenando i gallesi del Newport County, impegnati nel neonato campionato di Conference South (sesta divisione inglese). Nel 2006 è poi stato per un breve periodo allenatore del Torquay Utd, mentre dal 2010 al 2012 ha allenato i dilettanti del Witheridge; infine, nella stagione 2012-2013 è stato vice allenatore dei semiprofessionisti degli Blyth Spartans.

## Palmarès

### Giocatore

#### Competizioni nazionali
- Third Division: 1

Sunderland: 1987-1988
- Football League Trophy: 1

Swansea City: 1993-1994